# Esganoso de Castelo de Paiva
Esganoso de Castelo de Paiva ist eine Weißweinsorte. Sie ist im nordportugiesischen Kreis Penafiel bei Porto zugelassen und findet sporadisch Eingang in den Weißweinen des Vinho Verde.
Die ertragsstarke Sorte erbringt Weine, die schnell zur Oxidation neigen. Die Sorte sollte nicht mit der Sorte Esganoso de Lima verwechselt werden.
Siehe auch den Artikel Weinbau in Portugal sowie die Liste von Rebsorten.
Synonyme: Esgana Cão (in der Region Douro, sie ist jedoch nicht mit der Rebsorte Esgana Cão verwandt), Espaga Cao, Furricoso
Abstammung: unbekannt

## Ampelographische Sortenmerkmale
In der Ampelographie wird der Habitus folgendermaßen beschrieben:
- Die Triebspitze ist offen. Sie ist starkwollig weißlich behaart und mit einem kräftigen karminroten Anflug versehen. Die  Jungblätter sind weißwollig behaart und auf der Blattunterseite rötlich gefärbt.
- Die mittelgroßen Blätter (siehe auch den Artikel Blattform) sind fünflappig und tief gebuchtet. Die Stielbucht ist lyrenförmig offen. Das Blatt ist stumpf gezahnt. Die konvex geformten Zähne sind im Vergleich der Rebsorten mittelgroß. Die Blattoberfläche (auch Spreite genannt) ist blasig derb.
- Die kegelförmige Traube ist mittelgroß, geschultert und dichtbeerig. Die ellipsenförmigen, kurzen Beeren sind mittelgroß und von grüngelblicher Farbe. Die Schale der saftigen Beere ist dick.